# Nicolaus Vetter
Nicolaus Vetter (* 30. Oktober 1666 wahrscheinlich in Herschdorf; † 13. Juni 1734 in Rudolstadt) war ein deutscher Organist und Komponist des Barock.

## Leben und Wirken
Aus dem Rudolstädter Kirchenbuch lässt sich der 2. Oktober als sein Geburtstag errechnen. Dort steht, dass Vetter im Alter von 67 Jahren, acht Monaten und elf Tagen verstarb.
Ab 1681 hatte Nicolaus Vetter Unterricht beim Organisten Georg Caspar Wecker in Nürnberg, vom 27. August 1683 bis nach dem 29. Oktober 1688 war er Schüler am Rudolstädter Gymnasium und von 1688 bis 1690 Schüler Johann Pachelbels in Erfurt. Die Vermutung, dass Vetter gleichzeitig in Erfurt die Universität besucht habe, lässt sich aus dem Matrikelbuch der Universität Erfurt nicht belegen.
Als Johann Pachelbel im Jahr 1690 nach Stuttgart in die Dienste der Herzogin Magdalena Sibylla wechselt, wird Vetter sein Nachfolger als Organist der Predigerkirche in Erfurt. Bereits im Jahr 1690 wird er zum Hoforganisten in Rudolstadt berufen, sein Nachfolger in Erfurt wird Johann Heinrich Buttstedt.

## Werke (Auswahl)
Choralvorspiele für Orgel:
- Ach Gott und Herr
- Ach Gott, vom Himmel sieh darein
- Allein Gott in der Höh sei Ehr (Zwei Kompositionen)
- Allein Gott in der Höh sei Ehr (Choral-Partita)
- Christ lag in Todesbanden
- Jesus Christus, unser Heiland, der den Tod überwand
- Jesu, meine Freude,
- Komm, Heiliger Geist, Herre Gott
- Lobt Gott, ihr Christen allzugleich
- Nun komm, der Heiden Heiland
- Vater unser im Himmelreich